# Almacenaje

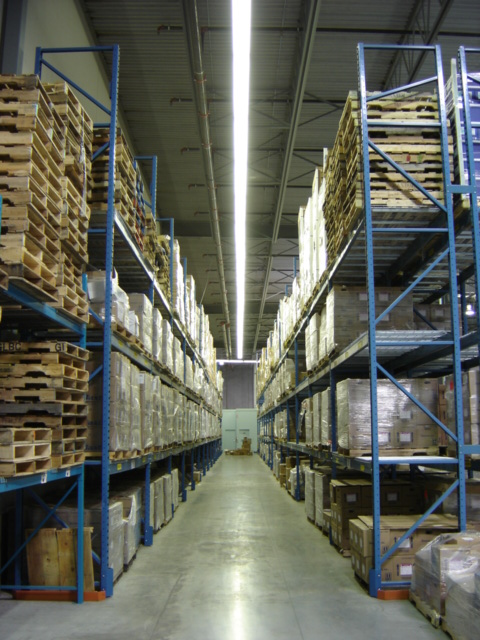
Estanterías para palets en un almacén de alimentos

El almacenaje o almacenamiento es una parte de la logística que incluye las actividades relacionadas con el almacén; en concreto, guardar y custodiar existencias que no están en proceso de fabricación, ni de transporte. El almacenaje permite acercar las mercaderías a los puntos de consumo.

## Aprovechamiento del espacio
Las grandes empresas necesitan aprovechar el espacio de la mejor manera posible. Para conseguirlo, las estructuras metálicas resultan la opción más viable, ya que ofrecen resistencia, durabilidad y rapidez de montaje.

### Opciones

#### Ángulos ranurados
Ofrecen gran variedad de plataformas metálicas, capaces de resistir más de kilos. Ideales para oficinas y pequeños almacenes.

#### Estructuras corredizas
Aprovechan al máximo el área destinada al almacén. Funciona sobre la base del repliegue de las divisiones, formando un solo bloque. Se desplazan mediante rodajes, ubicados debajo del estante y colocados sobre un riel de desplazamiento fijado al piso. Además de ahorrar espacio, brinda seguridad al contenido, ya que al cerrarse el bloque se impide el ingreso de personas no autorizadas.

#### Entrepiso
Tiene la función de ayudar al usuario a alcanzar menores alturas

#### Mezzanine
Apropiado para empresas que no cuentan con local propio, algunos soportan más de dos toneladas por metro cuadrado. Ofrecen una gran variedad de opciones para el acabado del piso, desde metal hasta enchapes de vinil.

#### Racks
Estos versátiles espaciadores también tienen gran demanda en el sector industrial. Los hay de dos tipos:
- Selectivos: Son flexibles en las regulaciones de niveles y trabajan con todo tipo de producto. Pueden manejarse manualmente o con equipos mecánicos. Ideales para diseños que trabajan bajo el sistema FIFO (siglas en inglés de first in, first out: primero en entrar, primero en salir), garantizando una rotación perfecta del stock que se maneje. Se modifica y amplían a medida de las necesidades de espacio lo requieran, por lo que puede diseñarse estructura de alturas considerables.
- Acumulativos: También llamados drive-in, permiten el acceso de un montacargas en su interior, aumentando la capacidad del almacenamiento horizontal, ya que solo requiere de un pasillo de acceso a la carga. La técnica que lo utiliza es LIFO (siglas en inglés de last in, first out: último en entrar, primero en salir).

### Almacén automático
Un almacén automático o almacén automatizado consiste en automatizar todas o la mayoría de las tareas que se realizan dentro de un almacén, el cual, es un espacio físico para el almacenaje de los bienes dentro de la cadena de suministro